# Oxyopes bantaengi
Oxyopes bantaengi är en spindelart som beskrevs av Anna Maria Sibylla Merian 1911. Oxyopes bantaengi ingår i släktet Oxyopes och familjen lospindlar.
Artens utbredningsområde är Sulawesi. Inga underarter finns listade i Catalogue of Life.